# Extrémité supérieure du fémur
L'extrémité supérieure du fémur (ou extrémité proximale ou épiphyse supérieure du fémur) est la partie du fémur la plus proche de l'os coxal et du tronc.

## Description
L'extrémité supérieure du fémur est constituée :
- d'une saillie articulaire constituant la tête fémorale,
- d'un ensemble de deux saillies osseuses constituant le grand et le petit trochanter,
- un segment cylindrique reliant la tête fémorale aux saillies osseuses et au corps du fémur : le col fémoral.

Elle constitue la zone articulaire du fémur de l'articulation coxo-fémorale.

### Tête fémorale
La tête fémorale s'articule avec l'acétabulum.
Elle est constituée des deux tiers d'une sphère de 20 à 25 mm de rayon. Elle est orientée en haut, en dedans et un peu en avant.
Légèrement en dessous et en arrière de son centre, elle est creusée par la fossette de la tête du fémur (ou fossette du ligament rond) qui est le point d'insertion du ligament de la tête du fémur.

### Col fémoral
Le col fémoral relie la tête fémorale au reste du fémur. Il a la forme approximative d'un cylindre de 4 à 5 cm de hauteur comprimé en son milieu. Il forme un angle d'environ 130° avec l'axe principal du fémur. Cet angle varie avec l'âge (150° chez le nourrisson et 120° chez la personne âgée.

### Grand trochanter
Le grand trochanter est la saillie osseuse quadrilatère située en haut dans le prolongement du corps du fémur.

### Petit trochanter
Le petit trochanter est la saille osseuse conique située à la jonction du col fémoral avec la face médiale du corps du fémur. C'est la limite supérieure de ce dernier.
Le petit trochanter est relié à l'avant au grand trochanter par la ligne inter-trochantérique, et à l'arrière par la crête inter-trochantérique. Cette dernière porte à la jonction de son tiers supérieur et de ses deux tiers inférieurs le tubercule du muscle carré fémoral. Vers la crête inter-trochantérique, la face médiale du grand trochanter forme la fosse trochantérienne.